# Terremoto de Vallenar de 1922

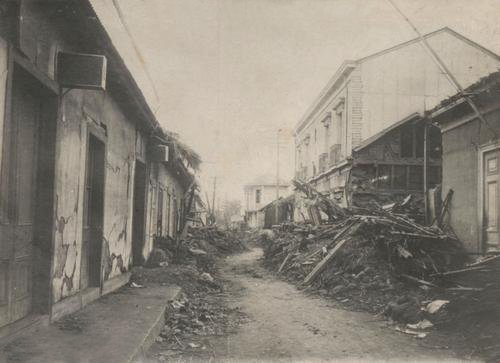
Casas destruidas en el centro de Vallenar.

El terremoto de Vallenar de 1922 fue un sismo registrado el 10 de noviembre de 1922 a las 23:52 hora local (04:32 del día 11 UTC). Su epicentro se localizó en la frontera de Chile con Argentina, a la altura de Vallenar en lo que hoy es la comuna de Vallenar, Región de Atacama y, las provincias argentinas de San Juan y La Rioja, el terremoto tuvo una magnitud de 8,5º en la escala sismológica de magnitud de momento.
Se sintió desde la Región de Antofagasta a la Región Metropolitana de Santiago en el lado chileno, mientras que en el lado argentino se sintió en las provincias de La Rioja, Salta, Jujuy, Tucumán, Santiago del Estero, Córdoba, San Juan, Mendoza y en San Luis. El terremoto dejó un saldo de aproximadamente de 1500 muertos y de 2000 heridos.
En Vallenar se produjeron grietas de hasta más de un metro de profundidad. Hubo aproximadamente 300 fallecidos en Copiapó y 200 en Argentina.
El río Los Choros (Chile), torrentoso en aquellos tiempos, se hundió a las napas, y hasta el día de hoy no ha vuelto a emerger.

## Tsunami
El epicentro del terremoto fue tierra adentro en la cordillera de Los Andes en la frontera chileno-argentina, y el tsunami podría haber sido causado por un deslizamiento submarino provocado por el terremoto.
En Caldera, el tsunami alcanzó las costas unos 15 minutos después del terremoto, con una altura máxima de 8 metros, destruyendo varios edificaciones, entre ellas la Aduana. En Chañaral el tsunami tuvo tres oleadas, la primera llegó a la costa alrededor de una hora después del terremoto, la altura máxima fue de 9 metros. de altura, llegando hasta 1 km tierra adentro. La estación del ferrocarril, la maestranza, la escuela, la fundición de la compañía francesa, el teatro, la compañía de bomberos,los hoteles y la Caja de Ahorro quedaron destruidos. Tres oleajes se observaron también en Coquimbo, siendo la última la más destructiva, con una altura máxima de 7 metros. En Huasco la altura de la ola fue de 5 metros. Otros poblados como Carrizal Bajo, Tongoy, y Los Vilos también sufrieron el embate del mar.
El tsunami recorrió gran parte de la cuenca del Océano Pacífico abarcando diferentes costas como las del Callao en Perú (2,4 m), California (0,2 m 13,0 horas de retraso), Hawái (2,1 m 14,5 horas), Samoa (0,9 m 14,1 horas), Japón (0,3 m ), Taiwán (0,03 m), Nueva Zelanda (0,1 m), Australia (0,2 m) y Filipinas (0,1 m).